# Нандин

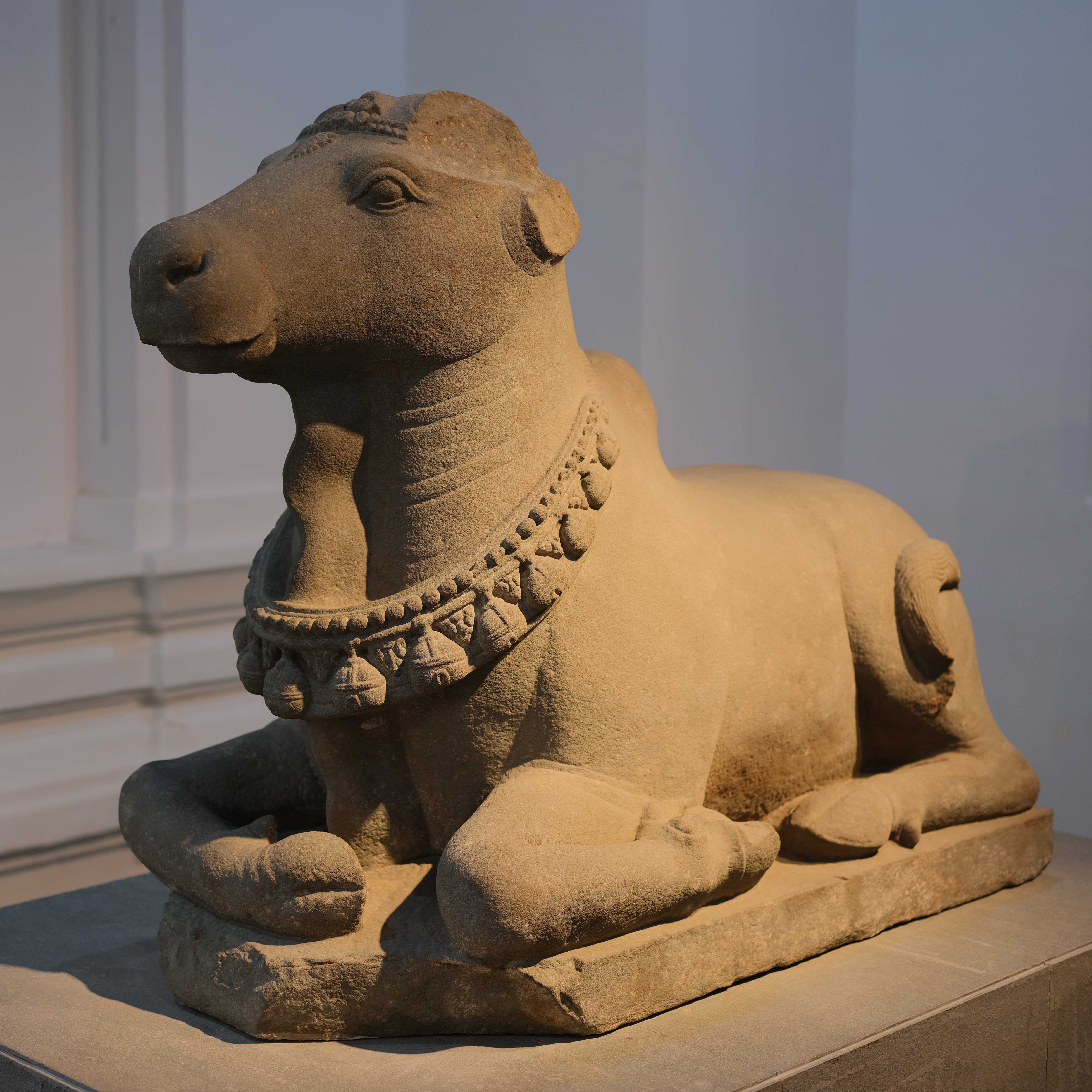
Статуя Нандина (VII—VIII век) в музее Чамской скульптуры, Вьетнам

На́ндин (санскр. नन्दिन्, IAST: Nandin, «счастливый») или На́нди — в индуистской мифологии слуга и друг Шивы.
Нандин считается символом и ваханой Шивы и часто изображается в индуистской иконографии как белый бык или существо с бычьей головой. Часто встречаются изображения вриша-вахана, в которых руки Шивы как бы лежат на отсутствующем быке Нандине. Его статуи находятся во многих шиваитских храмах. Скульптура Нандина в этих храмах обычно ставится перед входом, головой к алтарю. Этим бык воплощает бхакта Шивы. В южноиндийских и тямских храмах Нандин изображается как бык, лежащий против главной молельни храма. Во время тандавы этого бога именно Нандин сопровождает его танец своей музыкой. Иногда Нандина рассматривают как зооморфный образ самого Шивы, так как последний часто изображался на индийских монетах быком.
Нандин, когда он является индивидуальным объектом почитания, выражает идеи сексуальной мощи, деторождения и плодородия. Выступает он также и как охранник всех четвероногих животных и предводитель ганов, прислужников Шивы.
Согласно «Ваю-пуране» Нандин является сыном Кашьяпы и Сурабхи. В других пуранах описывается, что Нандин появился из правой стороны Вишну и был дан как сын мудрецу Шаланкаяне, или что он сын мудреца Шилады, дарованный ему Шивой. Иногда именуется Нандикеша или Нандикешвара. Под этими именами в «Рамаяне» он проклял Равану за то, что тот назвал его «обезьяной».

## Крупнейшие статуи Нанди
- Липакши, Андхра-Прадеш
- Храм Нанди (Басаванагуди), Бангалор, Карнатака
- Холм Чамунди, Майсур, Каранатака
- Танджур, Тамилнад
- Рамешварам, Тамилнад